# Эдисон (Нью-Джерси)
Эдисон (англ. Edison Township) — тауншип (город) в округе Мидлсекс, Нью-Джерси, США.
Первые поселения европейцев на территории города относятся к 1651 году. Тауншип был образован из частей городов Вудбридж и Пискатауэй 17 марта 1870 под именем Раритан — по имени реки Раритан; 10 ноября 1954 года переименован в Эдисон в честь Томаса Алва Эдисона, чья лаборатория располагалась в районе Менло Парк на территории тауншипа с 1876 по 1887 годы. В настоящее время в бывшей лаборатории располагается мемориальный музей Эдисона.
Население по данным Бюро переписи США на 2010 год 99 967 человек. Входит в состав Нью-Йорк—Северный Нью-Джерси—Лонг-Айленд метрополитенского статистического ареала. На территории тауншипа располагается железнодорожная платформа Эдисон с пригородным сообщением до Нью-Йорка, осуществляемым компанией Нью-Джерси Транзит.
Территория Эдисона со всех сторон окружает город (боро) Метачен.
По версии журнала Деньги в 2006 году Эдисон занимал 28 место среди самых маленьких городов США по пригодности для жизни, в штате Нью-Джерси — 2.

## История

### Ранняя история
Эдисон тауншип, включающий в себя бывшие районы городов Пискатауэй и Вудбридж, был заселён европейцами в 17 веке. Самая ранняя деревня, находилась вокруг церкви Святого Джеймса, недалеко от пересечения городов Плейнфилд и Вудбридж-Авеню в Южном Эдисоне.
В 1876 году Томас Эдисон основал свой дом и исследовательскую лабораторию в Нью-Джерси на месте неудачного строительства недвижимости в городке Раритан, под названием «Менло-парк». Тогда же он получил прозвище «Волшебник из Менло-Парка». Перед своей смертью, в 1931 году, в возрасте 83 лет плодовитый изобретатель накопил рекордные 1093 патента на изобретения, включая патефон, биржевой телеграфный аппарат, кинокамеру, лампу накаливания, механический счётчик голосов, щелочную аккумуляторную батарею, в том числе для электромобиля, и первый электрический свет.
Лаборатория Менло-Парк имела большое значение так как была одной из первых лабораторий, которые занимались коммерческим применением исследований. Именно в своей лаборатории в Менло-Парке Томас Эдисон придумал граммофон и нить для ламп накаливания. Кристи-Стрит, была первой улицей в мире, на которой использовались электрические фонари для освещения.
В 1886 году Эдисон покинул Менло-Парк и переехал в свой дом и лабораторию в Уэст-Орандж.

## География

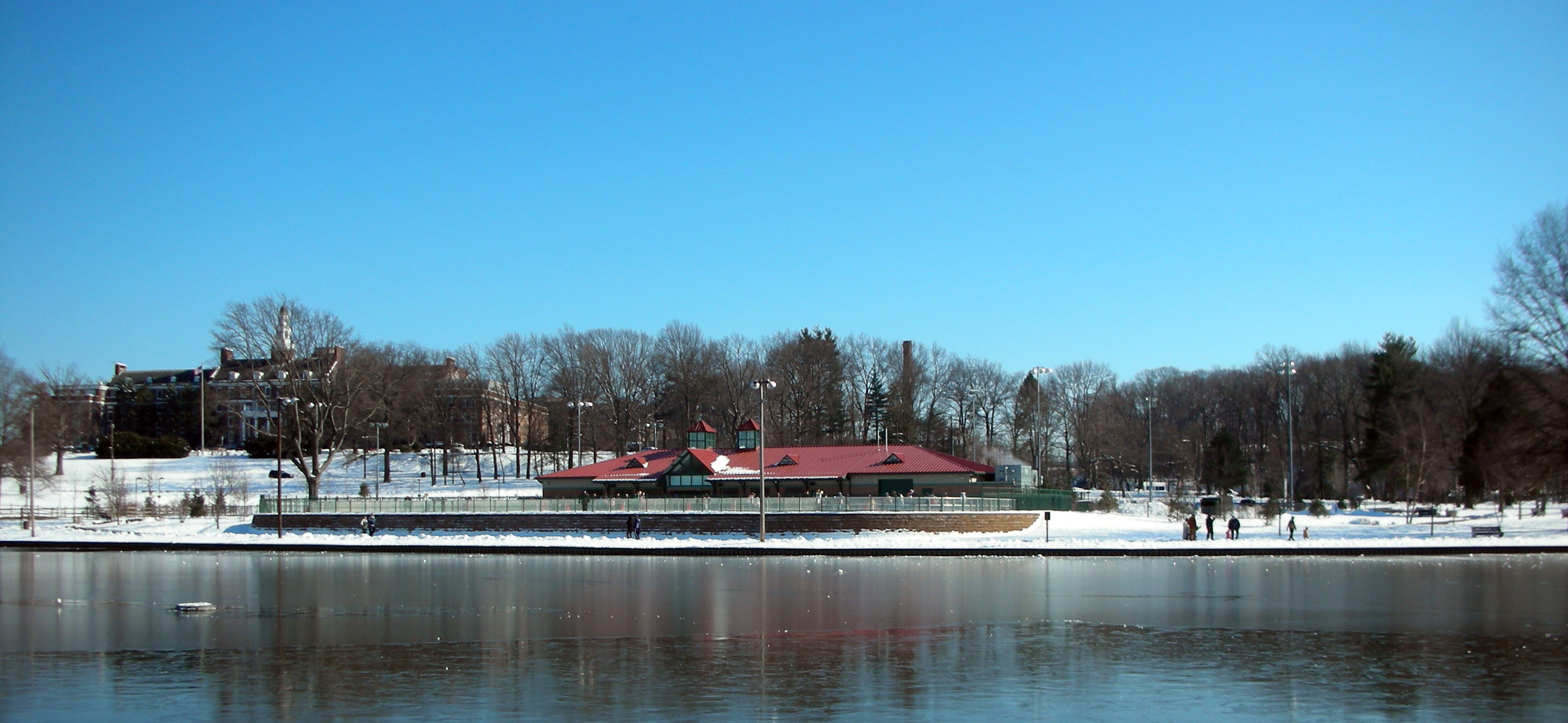
Парк Рузвельта

По данным Бюро переписи населения Соединённых Штатов, общая площадь города составляла 79 351 км², в том числе 77 543 км² земли и 1808 км² воды (2,28 %).

### Климат
Экстремальные температуры в Эдисоне колебались от −27 °C, зарегистрированных в феврале 1934 года, до 41 °C, зарегистрированных в июле 1936 года и августе 1949 года. Согласно системе классификации климата Кёппена, Эдисон имеет влажный континентальный климат с обильным количеством осадков в течение всего года, хотя в конце летних месяцев, в Эдисоне наблюдается больше осадков в виде дождя.

## Демография
В Эдисоне находится один из главных центров культурного разнообразия Азиатско-Американского региона.

## Экономика

### Производство
Начиная с 2000-х годов многие объекты закрылись и переехали за границу Завод Ford был разрушен к 2008 году и был заменён клубом Сэма, Топгольф и Starbucks.

## Правительство

### Выборы 2015
По состоянию на 2016 год, мэром Эдисона являлся Томас Ланки, срок полномочий которого заканчивался 31 декабря 2017 года. Членами поселкового совета являлись председатель Майкл Р. Ломбарди, вице-президент Альваро Гомес , Джозеф Койл (избран неотбытый срок), Роберт К. Диль , Аджай Патил, Леонард Д. Сендлевский и Сапана Шах. Единственной женщиной-мэром Эдисона была Антония «Тони» Ричильяно, чей срок полномочий закончился 31 декабря 2013 года.

### Выборы 2005 года
Работая на хорошей правительственной платформе и призывая реформировать Демократическую партию, Цзюнь Чой выиграл праймериз в июне 2005 года с перевесом 56—44 %, победив действующего мэра Джорджа А. Спадоро. Это впервые в истории Эдисона, когда претендент выиграл демократический праймериз. Чой получил поддержку от основных демократических лидеров, включая Билла Брэдли, на которого он работал в президентской кампании 2000 года, и был неожиданно одобрен рядом традиционно нейтральных личностей к кандидатам профсоюзов в Эдисоне.

### Правоохранительные органы
Город охраняет штатное подразделение полиции Эдисона, возглавляемым шефом Томасом Брайаном в подчинении у которого 168 офицеров (на 2012 год) Департамент стремится преодолеть историю широко распространённого неправомерного поведения сотрудников

## Столкновение над Эдисоном
9 января 1971 года в субботу в небе над городом Эдисон произошла авиационная катастрофа, когда Boeing 707—323 авиакомпании American Airlines при заходе на посадку в аэропорт Ньюарк столкнулся в воздухе с учебной Cessna 150. В результате происшествия погибли два человека — все на борту «Цессны». «Боинг» сумел совершить благополучную посадку в аэропорту.

## Известные люди
- Дэвид Брайан — клавишник, основатель группы Bon Jovi[25].
- Рич Клементи — боец смешанных боевых искусств[26].
- Том Дван — профессиональный игрок в покер[27].
- Томас Эдисон — изобретатель, который является тёзкой города[28].
- Бриттани Мерфи — актриса[29].
- Холзи — певица и автор песен[30].
- Бернард Дж. Дуайер — политик, занимавший пост в Палате представителей США с 1981 по 1993 год[31].
- Марк Л. Полански — астронавт НАСА[32].